# Droit d'auteur en Belgique
En Belgique, le droit d’auteur est l’ensemble des prérogatives exclusives dont dispose un créateur sur son œuvre de l’esprit originale.

## Législation sur le droit d'auteur
La Belgique a ratifié la Convention de Berne pour la protection des œuvres littéraires et artistiques et les accords sur les aspects des droits de propriété intellectuelle qui touchent au commerce. La Belgique est également membre de l'Union européenne, et a transposé les directives communautaires réglementant le droit d'auteur.
Au niveau national, le droit d’auteur était régi par la loi du 30 juin 1994 relative au droit d’auteur et aux droits voisins. Cette loi a été abrogée en 2014 et ses dispositions ont été fondues dans le Code de Droit Economique. Un Livre XI intitulé "Propriété intellectuelle" a été inséré dans le Code de Droit Economique.
Jusqu'en 1994, la loi belge prévoyait une durée de 50 ans après la mort de l'auteur.

### Droit moral
Le droit moral comporte (article XI.165 du code de droit économique) :
- le droit de divulgation

- le droit de paternité

- le droit au respect de l’œuvre

### Droits patrimoniaux
Les droits patrimoniaux de l’auteur regroupent notamment :
- le droit de reproduction. Ce droit comprend lui-même le droit d’adaptation, le droit de traduction, le droit de location, et le droit de prêt.

- le droit de communication au public (article 1er de la loi).

Aucune de ces utilisations ne peut être faite sans autorisation préalable de l'auteur ou de ses ayants droit.
- le droit de suite (article 11 de la loi).

### Durée
Une œuvre est protégée pour une durée de 70 ans après la mort de son auteur, ou après la mort du dernier survivant dans le cas d'une œuvre collective (article 2 de la loi). La publication d'une oeuvre jamais publiée accorde des droits patrimoniaux pendant une durée de 25 ans.

### Les photographies
La jurisprudence établit que « les clichés photographiques ne sont protégés par la législation sur les droits d'auteur que s'ils sont originaux et constituent des créations intellectuelles ».
Plus précisément, la jurisprudence ne reconnaît pas le caractère original d'une photographie (nécessaire pour la notion de création, et donc l'utilisation du droit d'auteur) « si la photographie (…) ne constitue que la simple reproduction d'une œuvre d'art et que (…) elle constitue aussi une simple reproduction d'une œuvre déterminée et revêt un caractère purement informatif ».

### Le cas des jeux de société
Les jeux de société étant des œuvres de l'esprit complexes, la réglementation en terme de droit d'auteur nécessite de séparer illustration et conception des règles. L'un des objectifs pour les auteurs de jeux de société est de pouvoir déposer un brevet afin de protéger son œuvre et pouvoir toucher une somme d'argent lors de sa production. 
L'article XI. 4. du Code de Droit Économique belge stipule au 1er paragraphe que “Ne sont pas considérées comme des inventions [...] les plans, principes et méthodes dans l'exercice d'activités intellectuelles, en matière de jeu ou dans le domaine des activités économiques”. Les plans, principes et méthodes signifiant les règles du jeu, elles ne sont donc pas décrétées comme œuvres de l’esprit, et ne peuvent alors pas faire l’objet d’un brevet. Les éléments de jeu et le matériel sont en revanche bel et bien brevetables, pourvu qu'ils remplissent les conditions du brevet.

Nicolas Pochet, graphiste et animateur 2D, déclare dans son Travail de Fin d’Études présenté en vue de l'obtention du diplôme de Bachelier en Sciences et Techniques du Jeu intitulé Droits d’auteur et jeu de société que :
“ L'avantage du brevet réside dans le fait que l'inventeur a le droit exorbitant d’interdire toute exploitation de son invention tant dans la fabrication que dans la commercialisation de l'objet breveté, là où le titulaire du droit d'auteur ne pourra qu'interdire la reproduction servile de son œuvre. Le désavantage du brevet réside précisément dans ses conditions : d'abord la procédure en est longue et coûteuse, ensuite il doit s'appliquer à une invention technique, ce qui reste relativement rare dans le domaine des jeux société. Enfin, c'est un droit qui est plus limité dans le temps que le droit d'auteur.”
Pour ce qui est de l’illustration des jeux, l'article 3.1., 2 de la Convention Benelux en matière de propriété intellectuelle définit : Est considéré comme dessin ou modèle l'aspect d'un produit ou d'une partie de produit.
L'article 3.1.,3 définit : L'aspect d'un produit lui est conféré, en particulier, par les caractéristiques des lignes, des contours, des couleurs, de la forme, de la texture ou des matériaux du produit lui-même ou de son ornementation. Afin de bénéficier de cette protection, le Dessin ou Modèle doit présenter un caractère nouveau et individuel, et de plus faire l'objet d'un dépôt.
Les dessinateurs et graphistes, tout comme les auteurs de jeux, cèdent généralement leurs créations de l'esprit à la société éditant les jeux qu'ils ont produits. 